# Zynga
Zynga (prononcer zin-gâh) est une société de jeux sociaux, basée à San Francisco, Californie, États-Unis. Cette société développe des applications pour navigateurs qui fonctionnent sous la forme de widget interactif sur les réseaux sociaux comme Facebook ou MySpace.
Zynga a été introduit en bourse le 16 décembre 2011 pour un milliard de dollars, faisant de cette entreprise la plus grosse introduction d'une entreprise Internet depuis celle en 2004 de Google. Après une période de développement rapide, l'entreprise a connu de sérieuses difficultés économiques jusqu'à son rachat par Take-Two Interactive en 2022.

## Historique
Zynga fut fondé en janvier 2007 par Mark Pincus, Scott Sale, Kyle Stewart et John Doerr. Au même moment, ils lancent YoVille, un monde virtuel pour réseaux sociaux. D'après le site web officiel de Zynga, en décembre 2009, ils possédaient déjà plus de 60 millions de joueurs actifs tous les jours.
Le nom de la compagnie « Zynga » était à l'origine celui du tout petit chien que possédait Mark Pincus et c'est également pour cela que le logo de la firme représente un pitt-bull,.
Le 17 février 2010, Zynga lance Zynga India à Bangalore, c'est le premier bureau de la firme qui ne se trouve pas sur le territoire américain.
Le 18 mars 2010, Zynga confirme officiellement qu'un second bureau international sera ouvert en Irlande.
Le 7 mai 2010, Michael Arrington de TechCrunch rapporte que Zynga menace de quitter Facebook à la suite de la déclaration de ce dernier de n'utiliser que des crédits Facebook comme monnaie dans ses applications. Après de nombreuses négociations entre les deux grandes firmes, Facebook décide finalement de bloquer certaines notifications des jeux Zynga, notamment celles de FarmVille. En créant cette monnaie, Facebook s'octroie 30 % des revenus générés pour chaque transaction. Avant cela, Zynga reversait entre 2 % et 10 % du moyen de paiement qu'elle utilisait. Zynga se ravise reconnaissant qu'elle ne peut se passer du réseau social.
Le 11 octobre 2011, Zynga a annoncé son projet de créer sa propre plate-forme sur laquelle les utilisateurs pourraient jouer aux jeux de la société. Bien que la plate-forme, dénommée Zynga with friends, gardera des liens importants avec Facebook, celle-ci constitue le premier véritable pas que fait Zynga dans le sens de son émancipation.
Le 15 décembre 2011, l'entreprise entre en Bourse dans le NASDAQ sous la cotation ZNGA. L'action est disponible au départ à 10 $ mais ne cessera de diminuer pour stagner actuellement autour des 2-3 $.
En juillet 2012, « Zynga est l'objet d'une action collective, sur fond de soupçons de délit d'initié. ».

### Depuis 2013: le déclin
Durant l'année, plusieurs jeux devenus impopulaires furent arrêtés.
Le 3 juin 2013, la société ferme plusieurs de ses bureaux, et licencia 20 % de ses employés.
Le 1er juillet 2013, Mark Pincus est remplacé au poste de PDG par Don Mattrick (ex-directeur de la section divertissement interactif de Microsoft). Pincus reste président du conseil d'administration.
Le déclin est dû au fait que la principale cible des jeux Zynga sont les joueurs casuals, qui est principalement un public volatile. La lassitude gagne les joueurs, le nombre d'utilisateurs ne cesse de diminuer, phénomène accentué par le manque de renouvellement de la société, les jeux sont systématiquement basés sur les mêmes bases du gameplay. Sans oublier les principaux rivaux comme Rovio et King.com. La volatilité concerne les jeux : plus de la moitié des revenus proviennent de Farmville et de Zynga Poker.
En 2014, Zynga licencie 15 % de ses effectifs à la suite d'une perte nette de 45,1 millions de dollars sur un an.
En mars 2016, toujours dans le rouge, Zynga licencie à nouveau 10 % de ses effectifs.
Le 21 août 2018, Zynga signe un contrat avec Disney pour un nouveau jeu vidéo sur mobile Star Wars ainsi que la gestion par NaturalMotion de Star Wars: Commander lancé en 2014 par Disney Interactive. En décembre 2018, Zynga annonce l'acquisition d'une participation de 80 % dans certaines activités de Small Giant Games, notamment le jeu Empires & Puzzles, pour 700 millions de dollars.
En juin 2020, Zynga annonce l'acquisition de Peak, un éditeur turc de jeux-vidéo sur mobile notamment de Toon Blast et Toy Blast, pour 1,8 milliard de dollars en action et en cash. En mars 2021, Zynga annonce l'acquisition d'Echtra, un studio basé à San Francisco.

### 2022: Achat par Take Two Interactive
Take-Two Interactive a annoncé en janvier 2022 son intention de racheter Zynga pour 12,7 milliards de dollars. La transaction a été finalisée en mai 2022.

## Modèle économique
La société Zynga a deux sources principales de revenus : la vente de biens virtuels, achetés par le biais de cartes de crédit, et la publicité.
- Au premier trimestre 2011, 94 % de son chiffre d'affaires a ainsi été apporté par la vente de biens virtuels.
- Les 6 % restants sont générés par la publicité (bannières, biens virtuels gratuits aux couleurs d'un annonceur, etc.). Malgré un catalogue d'une dizaine de jeux, la quasi-totalité de ses revenus est apportée par deux ou trois titres, les plus populaires étant "Farmville", "CityVille" et "MafiaWars".

Sur les 148 millions de joueurs mensuels, seul un petit nombre génère des revenus. Zynga doit continuellement recruter de nouveaux joueurs pour maintenir la croissance de ses revenus liée à l'achat de biens virtuels. Bien que l'entreprise exploite à fond les opportunités virales de Facebook, Zynga a augmenté de 170 % ses investissements dans le marketing, soit 114 millions de dollars.
Pour la société Zynga, Facebook représente son principal allié mais aussi sa plus grosse contrainte. Le réseau social demeure encore sa principale source de revenu et de trafic. Zynga est également soumis aux évolutions de règlementation que Facebook peut choisir d'imposer. Zynga utilise une monnaie virtuelle, les zCoins, qui récompense les internautes qui visionnent des vidéos publicitaires sur Facebook. Cette monnaie peut être utilisée pour acheter des biens virtuels dans les jeux de Zynga. En contrepartie, Facebook reverse à Zynga une commission sur ses recettes publicitaires. Mais depuis que Zynga a officialisé sa monnaie virtuelle, ses jeux subissent une baisse de fréquentation.

### Exemple de fonctionnement des jeux Zynga
La plupart des jeux de Zynga nécessite un rechargement d'un type d'énergie caractéristique pour pouvoir effectuer des "missions" et évoluer dans le jeu. Cette énergie se recrée progressivement jusqu'à la limite du personnage dans le jeu (qui évolue selon l'expérience). Cela peut prendre de quelques minutes à plusieurs heures. Dès que le joueur a suffisamment d'énergie pour effectuer une mission, il peut l'utiliser. L'attente de la remise à niveau énergétique est un facteur d'élimination ou du moins de temporisation de l'évolution dans le jeu. Pour pallier cela, les joueurs peuvent acheter des packs énergétiques avec leur carte de crédit. Dans certains jeux comme Mafia Wars, les joueurs de la même mafia (appartenant au même réseau) peuvent offrir à leur mafia une remise à niveau complète de leur énergie.
Avant novembre 2009, Zynga renvoyait aussi ses joueurs vers certains de ses partenaires pour obtenir des packs énergétiques, que ce soit en achetant via carte de crédit, ou en participant à des sondages. Les joueurs peuvent aussi acheter des crédits de jeu directement depuis Zynga avec carte de crédit ou PayPal. Zynga est d'ailleurs le deuxième plus gros client de PayPal, juste après eBay. Depuis mars 2010, Zynga permet à ses joueurs d'acheter sa monnaie virtuelle depuis des boutiques en ligne.
Également, les joueurs peuvent financer leur achat de biens virtuels par le biais des crédits Facebook, ceci étant considéré comme une monnaie virtuelle acceptée aujourd'hui par de nombreux jeux. Sur ce système quasi hégémonique que Facebook semble avoir imposé à toutes les sociétés vendant du bien virtuel, le réseau social perçoit 30 % de l'argent versé.

## Studios de développement
Zynga possède de nombreux studios à travers le monde.

### Actuels
- Zynga Headquarters (San Francisco).
- Zynga India (Bangalore, Inde)
- Zynga China (anciennement XPD Media, situé à Pékin) – acheté en mai 2010
- Zynga Austin (anciennement Challenge Games) – acheté en juin 2010
- Zynga ATX (anciennement MarketZero, Inc.) – acheté en avril 2011
- Zynga Germany (anciennement Dextrose AG, situé à Francfort) – acheté en septembre 2010
- Zynga with Friends (anciennement Newtoy, Inc., situé à McKinney, au Texas) – acheté en novembre 2010
- Zynga Seattle, ouvert en octobre 2010[25]
- Floodgate Entertainment – acheté en 2011
- Zynga Toronto (anciennement Five Mobile) spécialisé dans les jeux mobiles, acheté en juillet 2011
- Wild Needle, une société de petits jeux ciblant les femmes, acheté en mai 2012[26]
- Zynga Eugene (Buzz Monkey Software), acheté le 4 juin 2012.
- NaturalMotion Games, spécialisé dans les jeux mobiles, acheté en janvier 2014

### Fermés
- OMGPOP (créateurs de Draw Something), 2012 – 2014
- Zynga East (Baltimore)
- Zynga Boston (anciennement Conduit Labs)
- Zynga Japan (anciennement Unoh Games, basé à Tokyo)
- Zynga New York (anciennement Area/Code)
- Zynga Dallas (anciennement Bonfire Studios)
- Zynga Los Angeles – ouvert en février 2010[27]

## Catalogue de jeux

### Actuels
1. Chess with Friends
2. Clay Jam
3. Draw Something
4. Drop7
5. Empires & Puzzles
6. Fairy Tale Twist
7. FarmVille 2
8. FarmVille 2: Country Escape
9. Friends for Sale
10. Gems With Friends
11. Hanging with Friends
12. Hit It Rich! Casino Slots
13. Harry Potter Puzzle and Spell
14. Live Poker
15. Looney Tunes Dash
16. Matching with Friends
17. Ninja Kingdom / Dojo Mojo
18. Party Place
19. Scramble with Friends
20. Star Wars: Hunters
21. War of the Fallen
22. Words with Friends
23. Words on Tour
24. Zynga Bingo
25. Zynga Poker
26. ZyngaPlus Poker
27. ZyngaPlusCasino'

### Arrêtés
1. FarmVille
2. Art with Friends
3. Ayakashi: Ghost Guild
4. Battlestone
5. Bubble Safari Ocean
6. Bubble Safari
7. ChefVille
8. Café World
9. CastleVille
10. CityVille
11. CityVille 2
12. CityVille Holidaytown
13. CityVille Hometown
14. CityVille KRE-O Invasion
15. CoasterVille
16. Drugwars
17. Dream Heights
18. Dream PetHouse
19. Dream Zoo
20. Duck Dynasty
21. Empires et Alliés
22. FishVille
23. Hidden Chronicles
24. Hidden Shadows
25. ForestVille
26. Indiana Jones Adventure World
27. Mafia Wars
28. Mafia Wars 2
29. Mafia Wars Shakedown
30. Mojitomo
31. Montopia
32. Party Place
33. PetVille
34. Poker Blitz
35. Roller Coaster Kingdom
36. Ruby Blast
37. Riches of Olympus
38. Street Racing
39. Skateboard Slam
40. The Friend Game
41. The Pioneer Trail (FrontierVille)
42. The Ville
43. Treasure Isle
44. Vampire Wars
45. Warstorm
46. Word Scramble Challenge
47. YoVille
48. Zynga Slingo
49. Zynga Slots
50. Zynga Elite Slots
51. Zombie Smash
52. Solstice Arena